# Alexandr Stěpanov (sportovní lezec)
Alexandr Sergejevič Stěpanov (rusky: Александр Сергеевич Степанов; * 30. dubna 1990 Ufa) je bývalý ruský reprezentant ve sportovním lezení, juniorský mistr světa a Ruska, mistr sportu Ruska. Hrál také šachy, věnoval se gymnastice a později atletice (dálkovému běhu).

## Výkony a ocenění
- 2005: juniorský mistr světa, mistr sportu Ruska
- 2006: stříbrná a bronzová medaile ze závodu Evropského poháru juniorů
- 2004-2009: juniorský reprezentant Ruska
- 2007, 2008, 2010: reprezentant Ruska

### Závodní výsledky
| Mistrovství světa juniorů | Mistrovství světa juniorů |
| Rok                       | 2005 kat. B               |
| ------------------------- | ------------------------- |
| Obtížnost                 | 15                        |
| Rychlost                  | 1                         |

| Evropský pohár juniorů | Evropský pohár juniorů |
| Rok                    | 2006 kat. A            |
| ---------------------- | ---------------------- |
| Obtížnost              | 20                     |
| jednotlivě             | -,-,4,13,-             |
|                        |                        |
| Rychlost               | nehodnoceno            |
| jednotlivě             | ,                      |